# Une femme fidèle
Une femme fidèle je francouzský hraný film z roku 1976, který režíroval Roger Vadim. Snímek měl světovou premiéru dne 25. srpna 1976.

## Děj
Jaro 1826. Hrabě Charles de Lapalmmes je atraktivní, brilantní, kultivovaný, ale cynický a zhýralý. Charles nevěří v politiku ani morálku. Sobec, jehož jedinou starostí v životě je jeho osobní potěšení.
Mathilde Leroy je jeho opakem. Věrná manželka bohatého muže, oddaná svému manželovi, s tradicionalistickou, přísnou morálkou, žijící daleko od běžného světa. Ačkoliv tyto dvě osoby nemají nic společného, osud je svedl dohromady.

## Obsazení
| Sylvia Kristel     | Mathilde Leroy             |
| Nathalie Delon     | Flora de Saint-Gilles      |
| Jon Finch          | hrabě Charles de Lapalmmes |
| Gisèle Casadesus   | markýza de Lapalmmes       |
| Marie Lebée        | Isabelle de Volnay         |
| Serge Marquand     | Samson                     |
| Jacques Berthier   | pan Leroy                  |
| Édouard Niermans   | Carral                     |
| Jean Mermet        | otec Anselme               |
| Anne-Marie Descott | vévodkyně de Volnay        |
| Katy Amaizo        | Pauline                    |
| Annie Braconnier   | Victoire                   |
| Jean-Pierre Hazy   | seržant                    |
| Tom Emrod          | Tanguy                     |

## Ocenění
- César: nominace v kategorii nejlepší kamera (Claude Renoir)